# Wojciech Wentura
Wojciech Wentura, właśc. Wojciech Lewandowski (ur. 17 lipca 1972 w Tczewie) – polski tenor.

## Życiorys
Ukończył szkołę muzyczną w klasie pianina, w 1991 był laureatem Festiwalu Pieśni Sakralnej w rodzinnym mieście. Został przyjęty jako perkusista do Reprezentacyjnej Orkiestry Dętej ZHP im. Stanisława Moniuszki w Tczewie. Równolegle uczęszczał na zajęcia teatralne i występował w teatrze prowadzonym przez Henryka Lemke oraz w teatrze pantomimy Michała Spankowskiego. Zainspirowany teatrem pantomimy wyreżyserował w niemieckim Witten w 1991 przedstawienie „Exodus” z muzyka Wojciecha Kilara. Współtworzył kabaret „Kandelabr”, którego repertuar był wzorowany na „Piwnicy pod Baranami”. Był liderem zespołu rockowego Mocna Grupa, gdzie poza śpiewem był autorem tekstów do ok. 20 utworów. W 1996 zamieszkał w Krakowie, gdzie nawiązał współpracę z artystami Piwnicy pod Baranami i Loch Camelot. Uczęszczał na kursy śpiewu klasycznego, pod wpływem fascynacji włoską muzyką operową podjął decyzję, że poświęci się śpiewowi solowemu. Mniej więcej w tym czasie przyjął pseudonim Wojciech Wentura, występuje w kraju i poza jego granicami. Artysta jest inicjatorem licznych uroczystości m.in. w 2007 był organizatorem koncertu upamiętniającego Luciano Pavarottiego, „Italia Bel Canto Show”, „Spotkanie z Bel Canto”, „150 lat z Puccinim”. W 2009 wystąpił w filmie „Zemsta dr La Morte”.
Artysta na co dzień pojawia się bardzo często w trójmiejskich lokalach muzycznych oraz restauracjach z pianinem, gdzie uświetnia wieczory w roli tapera, instrumentalisty w bogatym repertuarze muzyki fortepianowej we własnych aranżacjach. Posiada on bardzo rzadką umiejętność odtworzenia, niczym z taśmy (tape), dowolnego utworu ze słuchu po jednokrotnym jego usłyszeniu, nawet jeśli go do tej pory nie znał. Wentura gra głównie z pamięci i ze słuchu ponad tysiąc różnych popularnych kompozycji muzyki rozrywkowej.